# Basilika St. Adalbert

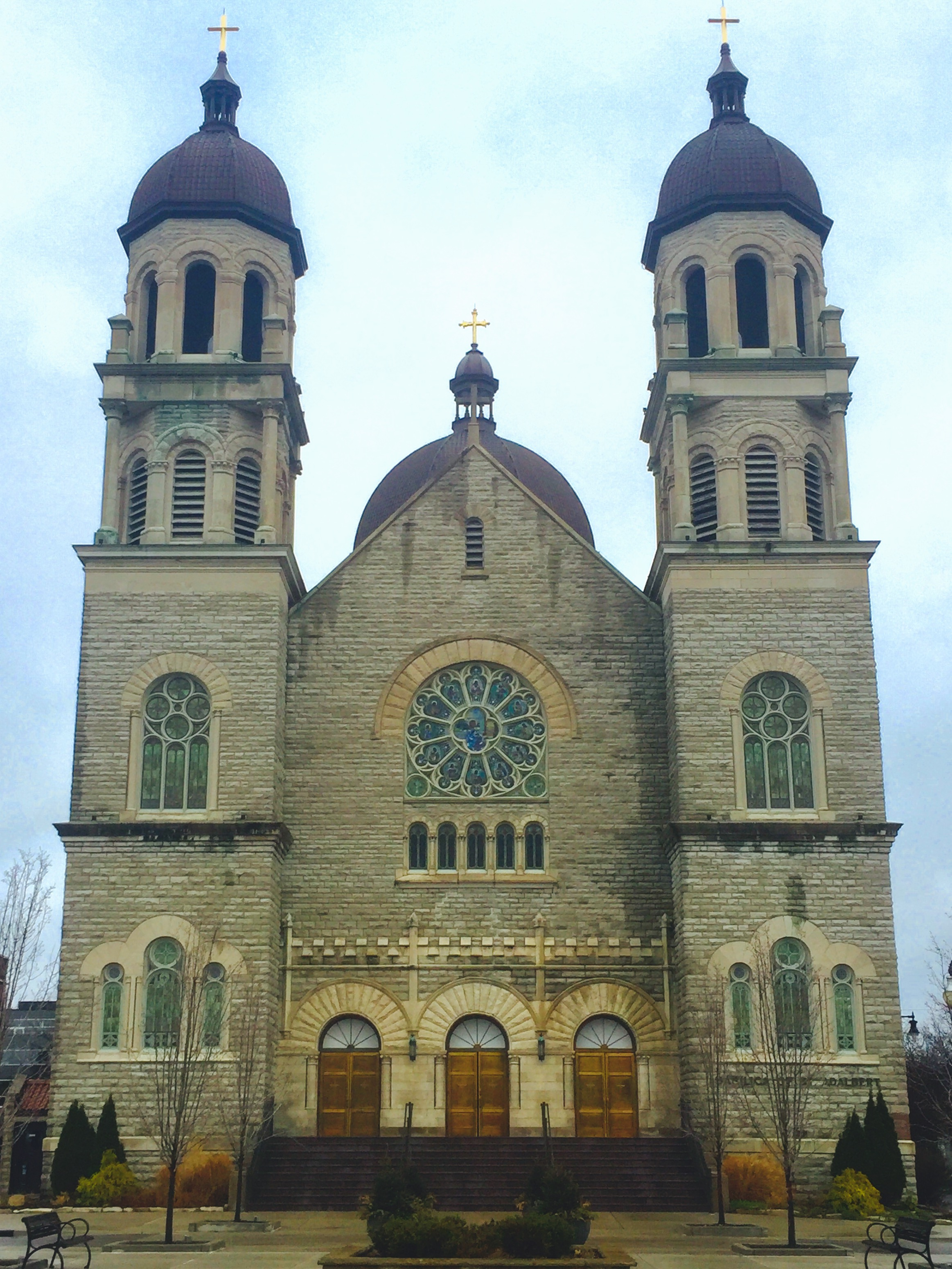
Eingangsfassade

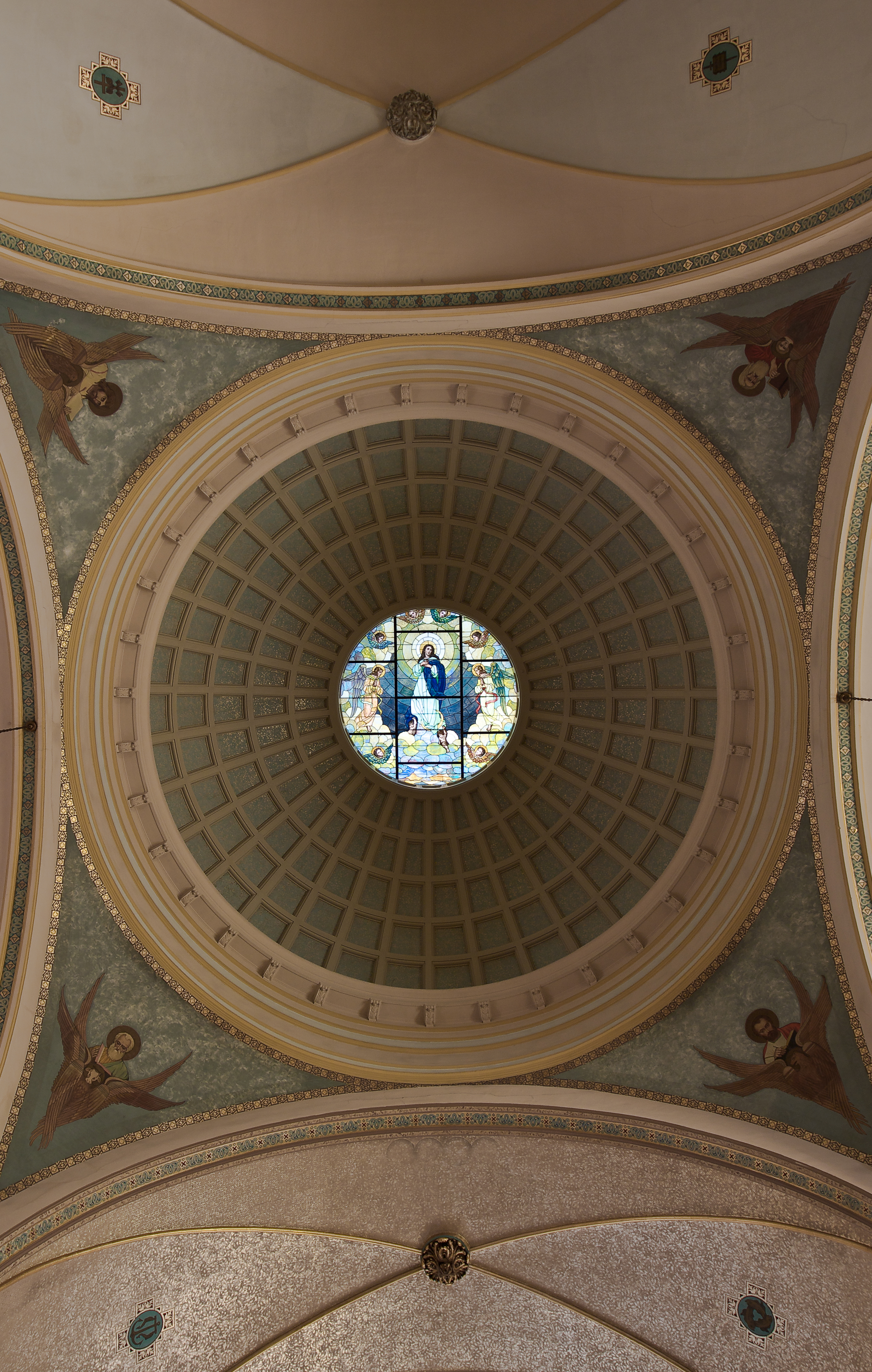
Vierungskuppel mit Opaion

Die Basilika St. Adalbert (englisch Basilica of St. Adalbert) ist eine römisch-katholische Kirche in Grand Rapids im US-amerikanischen Bundesstaat Michigan. Die Pfarrkirche des Bistums Grand Rapids ist Adalbert von Prag geweiht und trägt den Titel einer Basilica minor.

## Geschichte
Die Basilika St. Adalbert geht auf die Gründung der St.-Adalbert-Hilfe-Gesellschaft in Grand Rapids, Michigan im Jahr 1872 zurück, die Benennung nach St. Adalbert wurde in seiner Funktion als polnischer Schutzpatron von den polnischstämmigen Einwohnern gewählt. Der Zweck der Gesellschaft war es, neue polnische Einwanderer nach Grand Rapids bei der Suche nach Wohnraum und Beschäftigung zu unterstützen. 1880 kaufte sie zwei Grundstücke, und im Juni 1881 begann der Bau einer kleinen Holzkirche. Zehn Jahre später wurde die Rahmenstruktur vergrößert. 1892 baute der Verein einen großen Sitzungssaal, der noch in Gebrauch ist.
Die Arbeiten an der heutigen Kirche begannen im Juli 1907. Der Grundstein wurde am 18. August 1907 gelegt und der Bau im Frühjahr 1913 fertiggestellt. Es wurde von der Andrews Brothers Company in Cleveland, Ohio gebaut. Die ursprüngliche Holzkirche wurde bis in die späten 1980er Jahre in Belmont, als Mariä-Himmelfahrt-Kirche weiterverwendet.
Papst Johannes Paul II. erhob am 22. August 1979 die Kirche St. Adalbert zur Basilica minor. Die feierliche Verkündigung erfolgte im Zusammenhang mit dem 100-jährigen Jubiläum der Pfarrei am 16. Februar 1980.

## Architektur
Die neuromanische Kirche wurde vom Architekten Henry J. Harks aus Cleveland entworfen und unter Leitung des Architekten Chris Vierheilig aus Grand Rapids errichtet. Die Außenwände der Basilika sind mit Kalkstein verkleidet. Die beiden Türme, die die Fassade flankieren, sind 41 m hoch und die große zentrale Kuppel erreicht eine Höhe von 46 Metern. Die außen kupferverkleidete Vierungskuppel zeigt innen neobyzantinischen Einfluss und ein zentrales Opaion, während das große Rosettenfenster der Doppelturmfassade aus der Gotik entlehnt wurde. Die kreuzförmige Kirche hat eine Länge von 59 Metern und in der Vierung eine Breite von 29 Metern, das Kirchenschiff ist 24 Meter breit.
Die Buntglasfenster der Basilika wurden von A. Artmaier entworfen und von aus München gekommenen Handwerkern gefertigt. Edmund Verlinden entwarf die Altäre, die Kanzel, das Taufbecken und die Beichtstühle.